# 舍北站
舍北站（：／ Sabuk yeok */?）是位于韩国江原道旌善郡舍北邑的一座鐵路站，属于太白线。

## 历史
- 1966年1月15日 - 落成使用[1]。

## 相鄰車站
韓國鐵道公社
太白線
民東山－舍北－古汗